# Sandrew, Sundsvall
Sandrew var en tidigare biograf i Sundsvall, belägen på Rådhusgatan. Biografen öppnade som Sundsvalls andra multibiograf den 25 april 1980 och stängde 31 mars 1999.

## Historia
Sandrew blev Sundsvalls andra multibiograf den 25 april 1980 efter China-biografen som öppnade två år innan. Biografen hade 301 sittplatser fördelade på 4 salonger. Salongerna bar namnen 1, 2, 3 och 4 och hade 158, 61, 48 respektive 34 sittplatser.
När Filmstaden öppnade i Sundsvall 1986 fick Sandrew hård konkurrens om biopubliken. Konkurrensen blev till slut för stor och den 31 mars 1999 stängde Sandrew sin verksamhet i Sundsvall.